# 1450
1450. је била проста година.

## Догађаји

### Април
- 15. април — У последњој фази Стогодишњег рата Французи у бици код Формињија поразили Енглезе, чиме је окончана енглеска доминација у Нормандији.

### Август
- 12. август — Енглези у Стогодишњем рату Французима предали лучки град Шербур, чиме је француски краљ Шарл VII завршио освајање Нормандије.